# Émile Élie Verhille
Émile Verhille né le 23 janvier 1903 à Orchies (département du Nord), dans le diocèse de Lille et mort le 2 décembre 1977 à Chevilly-Larue est un missionnaire spiritain qui fut le premier évêque du diocèse d'Owando en juin 1951.

## Biographie
Émile Verhille fait ses études secondaires au collège du Sacré-Cœur de Tourcoing et, en 1921, entre au noviciat de Neufgrange. Le 3 octobre 1922, il fait profession, des études philosophiques à Mortain, puis son service militaire à Sedan. 
Ses années de théologie à Chevilly furent interrompues par un séjour à Allex en qualité de professeur-surveillant. 
Il reçoit son ordination sacerdotale le 31 mars 1929, et en juillet de la même année, son obédience pour le Congo,. 
En janvier 1951, est érigé le vicariat apostolique de Fort-Rousset (aujourd’hui Owando) par le Vatican. La même année au mois de juin, le père Verhille est nommé évêque titulaire de Cernitza (de) et premier vicaire apostolique de Fort-Rousset. C’est le cardinal Achille Liénart, archevêque de Lille qui lui confère l’ordination épiscopale, le 21 décembre 1951, en l’église Saint-Jean-Baptiste de Tourcoing. Les co-consécrateurs sont Mgr Marcel Lefebvre, vicaire apostolique de Dakar, et ami d'enfance du nouvel évêque, et Mgr Paul Biéchy, vicaire apostolique de Brazzaville.
Sa devise épiscopale est "Evangelizare pauperibus". Elle est en ligne avec sa vocation de se mettre au service des plus pauvres vers lesquels son ardeur apostolique s’est portée jusqu’au moment de sa consécration.  
En 1959, pour pouvoir plus facilement visiter les missions disséminées sur l'immense étendue de son diocèse, et fort éloignées les unes des autres, Mgr Verhille fait l'acquisition d'un avion Cessna monomoteur. C'est le P. Marcel Joly, arrivé à Fort-Rousset en mai 1959, qui sera chargé de le piloter. Pour les missions situées sur le fleuve Congo, l'Oubangui ou certains autres affluents, Mgr Verhille s'est aussi équipé d'une pinasse qui portera le nom de Pie XII. En fait, cette embarcation lui servira assez peu.  
Il connaît bien le territoire qui lui a été confié et se donne les moyens de visiter régulièrement ses missionnaires, malgré les distances à parcourir. Au cours de son épiscopat, il fonde les missions de Kellé, Ewo, Djambala, Gamboma ; il redonne vie à Sainte-Radegonde et Lékéti. Sur le fleuve (Congo et Oubangui), il multiplie les stations : Mossaka, Loukoléla, Dongou, Impfondo ; mais toutes ne pourront pas être maintenues par la suite. 
Mgr Verhille prendra part aux quatre sessions du concile et sera membre du premier synode des évêques en 1967 en compagnie de huit prêtres congolais du diocèse. 
Trois ans après avoir reçu un auxiliaire en la personne de Mgr Benoît Gassongo, il est atteint d'une dépression nerveuse en janvier 1968, il démissionne de sa charge d'évêque d'Owando le 2 mars 1968 et est nommé évêque titulaire de Gibba (de). Transporté d'urgence à l'hôpital Necker de Paris, il sera sauvé, mais commence alors son calvaire car diminué physiquement et moralement. Il meurt le 3 décembre 1977 à Chevilly-Larue après une très longue maladie.

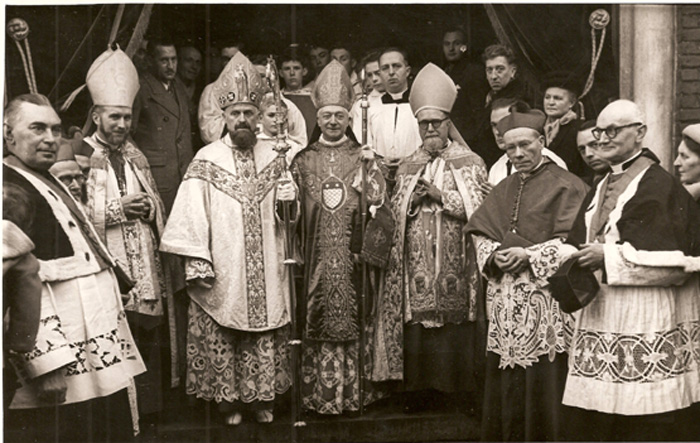
Consécration épiscopale de Mgr Emile Verhille (1903-1977), spiritain et 1er vicaire apostolique de Fort-Rousset (actuel Owando) en république du Congo. Devant l'église Saint-Jean-Baptiste de Tourcoing. On reconnaît, de gauche à droite : * Mgr Marcel Lefebvre, vicaire apostolique de Dakar, co-consécrateur, et ami d'enfance du nouvel évêque, * Mgr Verhille le nouvel élu, * le cardinal Achille Liénart, consécrateur, * Mgr Paul Biéchy, vicaire apostolique de Brazzaville, autre co-consécrateur, et Mgr Henri Dupont, auxiliaire du cardinal.